# Arbore (teoria grafurilor)

Exemplu de arbore

În teoria grafurilor, un arbore este un graf neorientat, conex și fără cicluri. Arborii reprezintă grafurile cele mai simple ca structură din clasa grafurilor conexe, ei fiind și cei mai frecvent utilizați în practică.
Termenul de „arbore” din teoria grafurilor a fost folosit pentru prima dată de Cayley în anul 1857. El a plecat de la o analogie cu noțiunea de „arbore” din botanică.

## Istorie
Arborii au fost studiați intensiv de numeroși matematicieni și fizicieni, precum matematicianul britanic Arthur Cayley, pe care-l interesau aplicațiile lor în chimia organică la reprezentarea structurii compușilor organici, de ex. grafurile chimice, sau fizicianul german G. R. Kirchhoff, care a studiat această categorie pornind de la studiul circuitelor electrice.

## Propoziții și teoreme
- Fie un arbore G=(V,E), unde V e mulțimea nodurilor, iar E cea a muchiilor.  Următoarele afirmații sunt echivalente:

1. G este un graf conex minimal („minimal” se numește proprietatea unui arbore, că dacă i se elimină orice muchie, se obține un graf neconex).
2. G este un graf fără cicluri maximal („maximal” se numește proprietatea unui arbore, că dacă i se adaugă orice muchie, se obține un graf care are măcar un ciclu, și deci nu e arbore).

- Un arbore cu n ≥ 2 vârfuri conține cel puțin două vârfuri terminale.
- Orice arbore cu n vârfuri are n-1 muchii.

## Noțiuni corelate
- Fie G un graf neorientat. Un graf parțial H al lui G cu proprietatea că H este arbore se numește „arbore parțial” al lui G.
- Un graf neorientat G conține un arbore parțial dacă și numai dacă G este conex.
- Un graf neorientat care nu conține cicluri și nu este conex se numește „pădure”.